# Micropterna
Micropterna is een geslacht van schietmotten uit de familie van de Limnephilidae. Het geslacht werd voor het eerst wetenschappelijk beschreven door Stein in 1874.

## Soorten
Het genus bevat de volgende soorten:

- Micropterna caesareica Schmid, 1959
- Micropterna coiffaiti Decamps, 1963
- Micropterna fissa McLachlan, 1875
- Micropterna lateralis (Stephens, 1837)
- Micropterna lavandieri Decamps, 1972
- Micropterna malaspina Schmid, 1957
- Micropterna malatesta Schmid, 1957
- Micropterna muehleni
- Micropterna nycterobia McLachlan, 1875
- Micropterna sequax McLachlan, 1875
- Micropterna solotarewi Martynov, 1913
- Micropterna taurica Martynov, 1917
- Micropterna testacea (Gmelin, 1789)
- Micropterna wageneri Malicky, 1971